# Полисомнографија
Полисомнографија (ПСГ је кованица изведена из грчких и латинских речи: грчког πολύς -„много“, што указује на много канала), латинског somnus - „сан“) и грчког γράφειν  - „писати“). је вишепараметарска врста студије спавања и дијагностички алат у медицини спавања. Резултат теста се назива полисомнограм 
Полисомнографија типа I је студија спавања која се изводи преко ноћи, а пацијента континуирано прати акредитовани технолог. Она бележи физиолошке промене које се дешавају током спавања, обично ноћу, мада неке лабораторије могу да приме раднике у сменама и људе са поремећајима циркадијалног ритма спавања који спавају у другим временима. ПСГ прати многе телесне функције, укључујући активност мозга (ЕЕГ), покрете очију (ЕОГ), активност мишића или активацију скелетних мишића (ЕМГ) и срчани ритам (ЕКГ). Након идентификације поремећаја спавања, апнеје у сну, 1970-их, додати су индикатори респираторних функција, протока ваздуха у дисању и респираторног напора, заједно са периферном пулсном оксиметријом. Полисомнографија више не укључује праћење НПТ-а за еректилну дисфункцију, јер се наводи да ће сви мушки пацијенти искусити ерекције током фазног РЕМ сна, без обзира на садржај снова.
Полисомнографија са ограниченим каналом, или тестови спавања код куће без надзора, називају се полисомнографија канала типа II–IV. Полисомнографију треба да изводе само техничари и технологи који су посебно акредитовани за медицину спавања. Међутим, понекад медицинске сестре и респираторни терапеути изводе полисомнографију без посебног знања и обуке у овој области.
Подаци полисомнографије могу бити директно повезани са латенцијом почетка спавања (SOL), латенцијом почетка РЕМ сна, бројем буђења током периода спавања, укупним трајањем спавања, процентима и трајањем сваке фазе спавања и бројем буђења. Такође може да забележи и друге информације кључне за дијагностику које нису директно повезане са спавањем, као што су покрети, дисање и кардиоваскуларни параметри. У сваком случају, путем полисомнографске евалуације, могу се добити и друге информације (као што су телесна температура или pH вредност једњака) у складу са потребама пацијента или студије.
Видео-ЕЕГ полисомнографија, која комбинује полисомнографију са видео снимањем, описана је као ефикаснија од саме полисомнографије за процену проблема са спавањем, као што су парасомније, јер омогућава лакшу корелацију ЕЕГ-а и полисомнографије са телесним покретима.